# Société Anonyme des Railways Economiques Liège–Seraing & Extensions

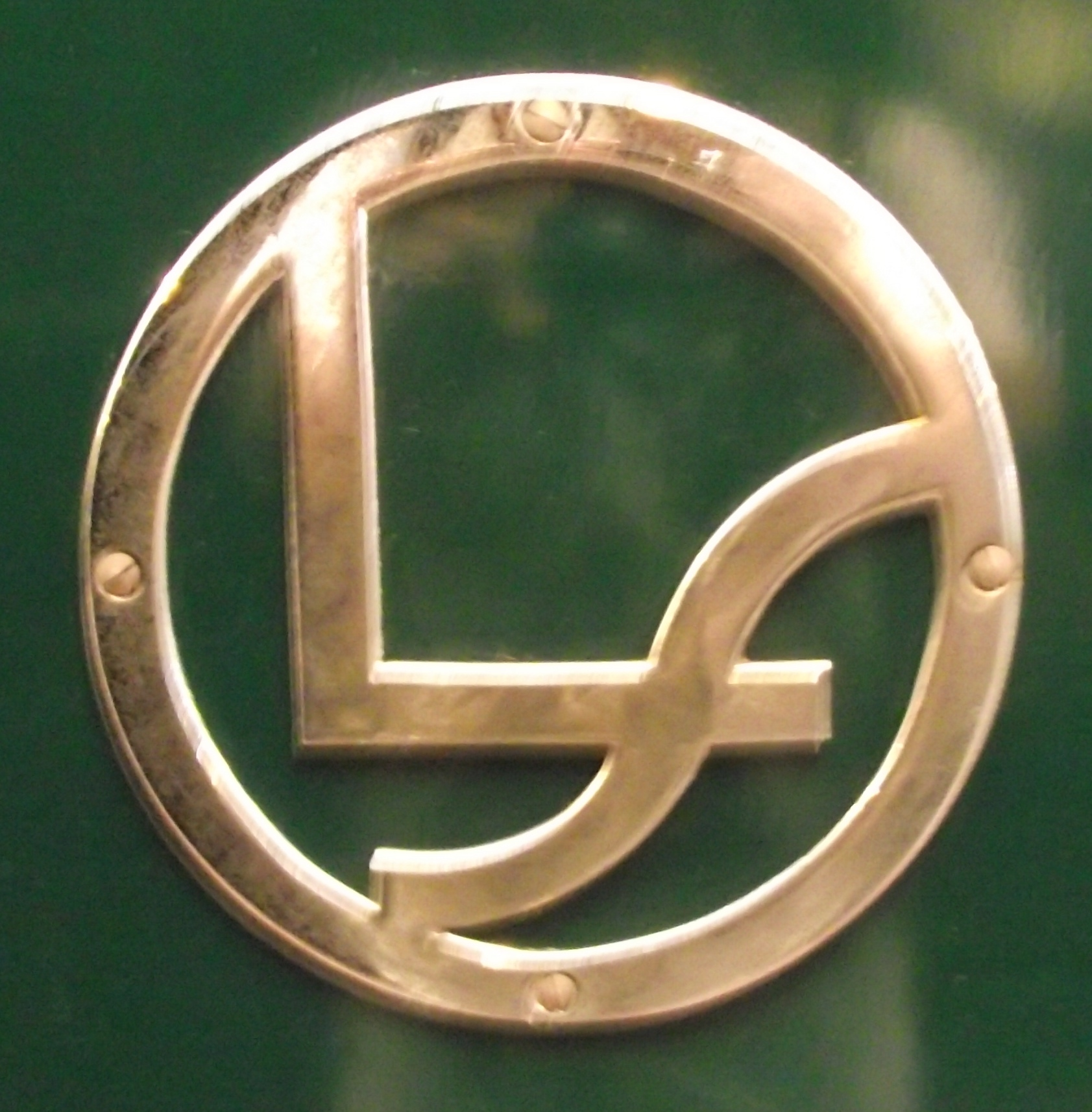
RELSE-Logo

Die Société Anonyme des Railways Economiques Liège–Seraing & Extensions (RELSE) war eine belgische Eisenbahngesellschaft. Sie wurde von Édouard Louis Joseph Empain am 21. Juli 1881 gegründet. Wirtschaftliche Probleme und der Ablauf von Konzessionen führten 1964 zur Fusion von TULE und RELSE zur Sociéte des Transports Intercommunaux de la Région Liégoise (STIL). 

## Geschichte

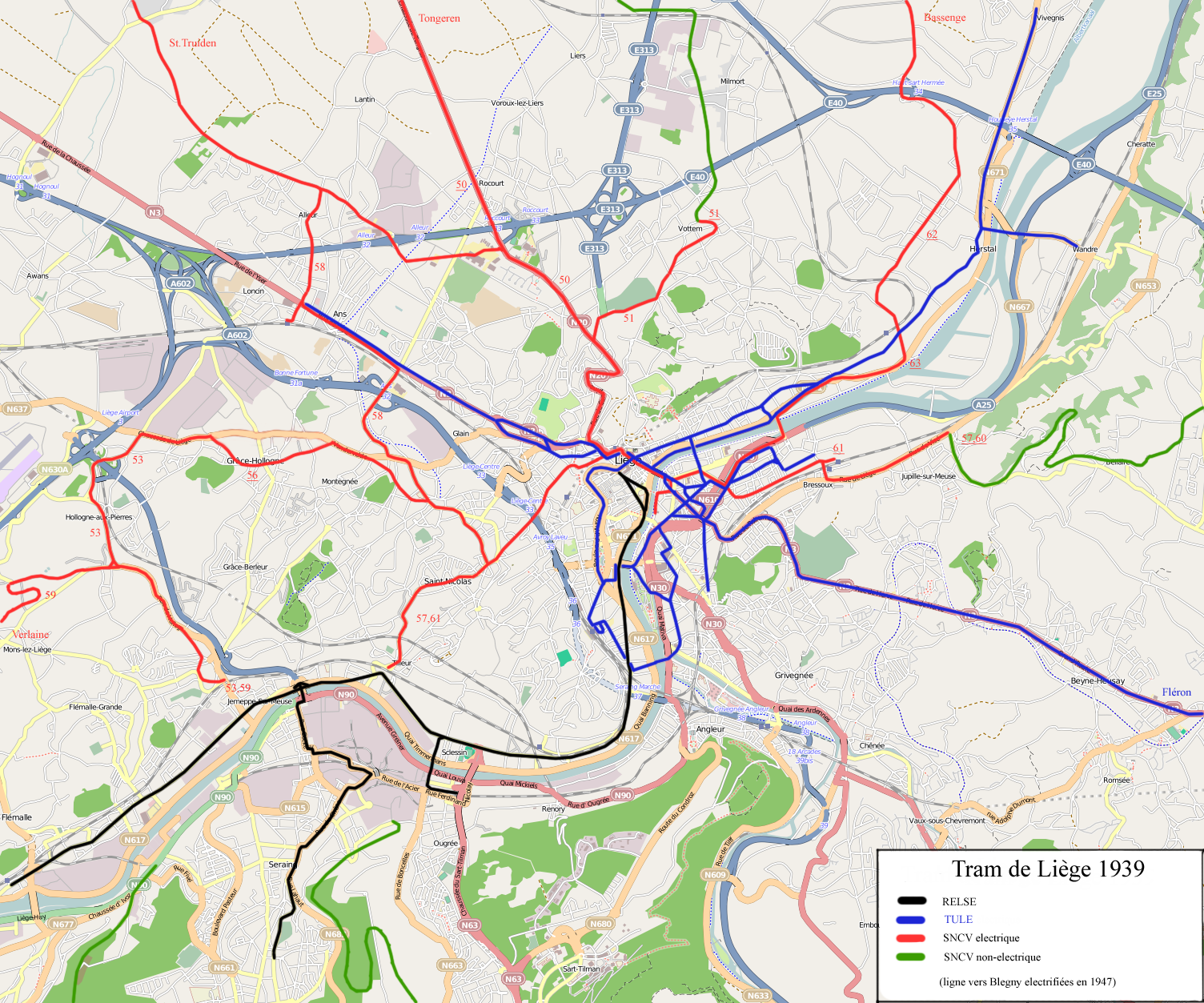
RELSE-Streckennetz

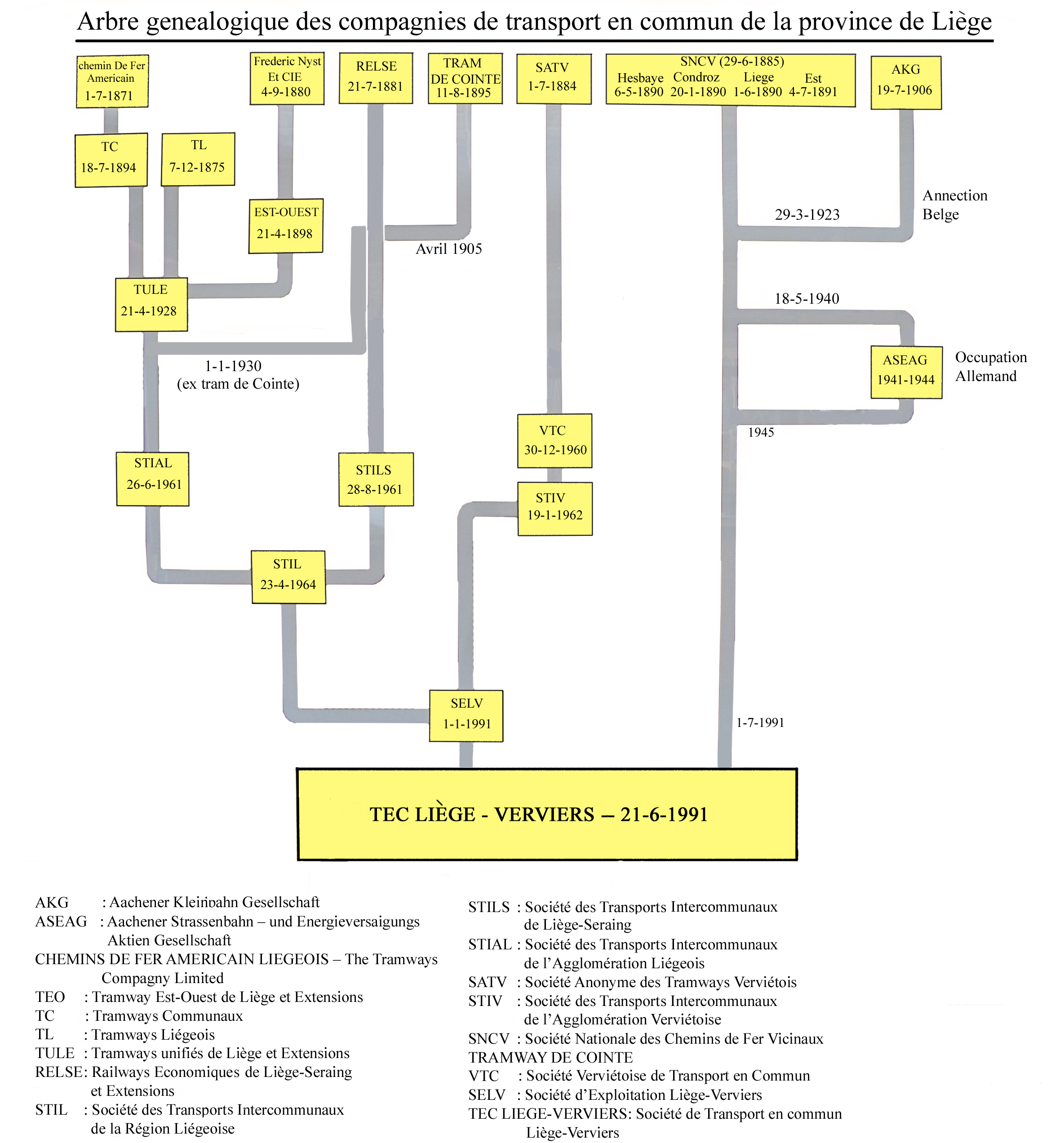
Historische Entwicklung der Straßenbahngesellschaften um Lüttich

### Schienenverkehr
Am 13. August 1897 erhielt sie die Konzession der Pferdebahn in Gent. Im Jahr 1905 übernahm sie die Tram de Cointe (TCo) in Lüttich. Damit betrieb im südlichen Maastal zwei Linien mit einer Gesamtlänge von 28,5 Kilometern im Zehn-Minuten-Takt.
Der Straßenbahnbetrieb wurde 1933 modernisiert. Die Wagen der RELSE fuhren am 27. März 1967 letztmals durch die Lütticher Innenstadt. Am 30. April 1968 wurde der Betrieb aufgegeben.

### Oberleitungsbus
Die RELSE richtete 1936 im Anschluss an ihre Straßenbahnlinie eine Oberleitungsbus-Linie von Seraing nach Chatqueue ein. Die Streckenlänge betrug 1,7 Kilometer. Da an den Wendepunkten ein besonders großer Platzmangel herrschte, wurden spezielle Zweirichtungsobusse eingesetzt. Die kurze Straßenbahnlinie von Seraing nach La Troque wurde im Jahr 1936 durch eine Obuslinie ersetzt. Auch zwischen Flémalle und Engis wurde eine Obuslinie errichtet.
1949 wurden die beiden Obuslinien der RELSE als durchgehende, zwölf Kilometer lange Linie betrieben, die allerdings am 31. August 1963 eingestellt wurde.

## Fahrzeuge

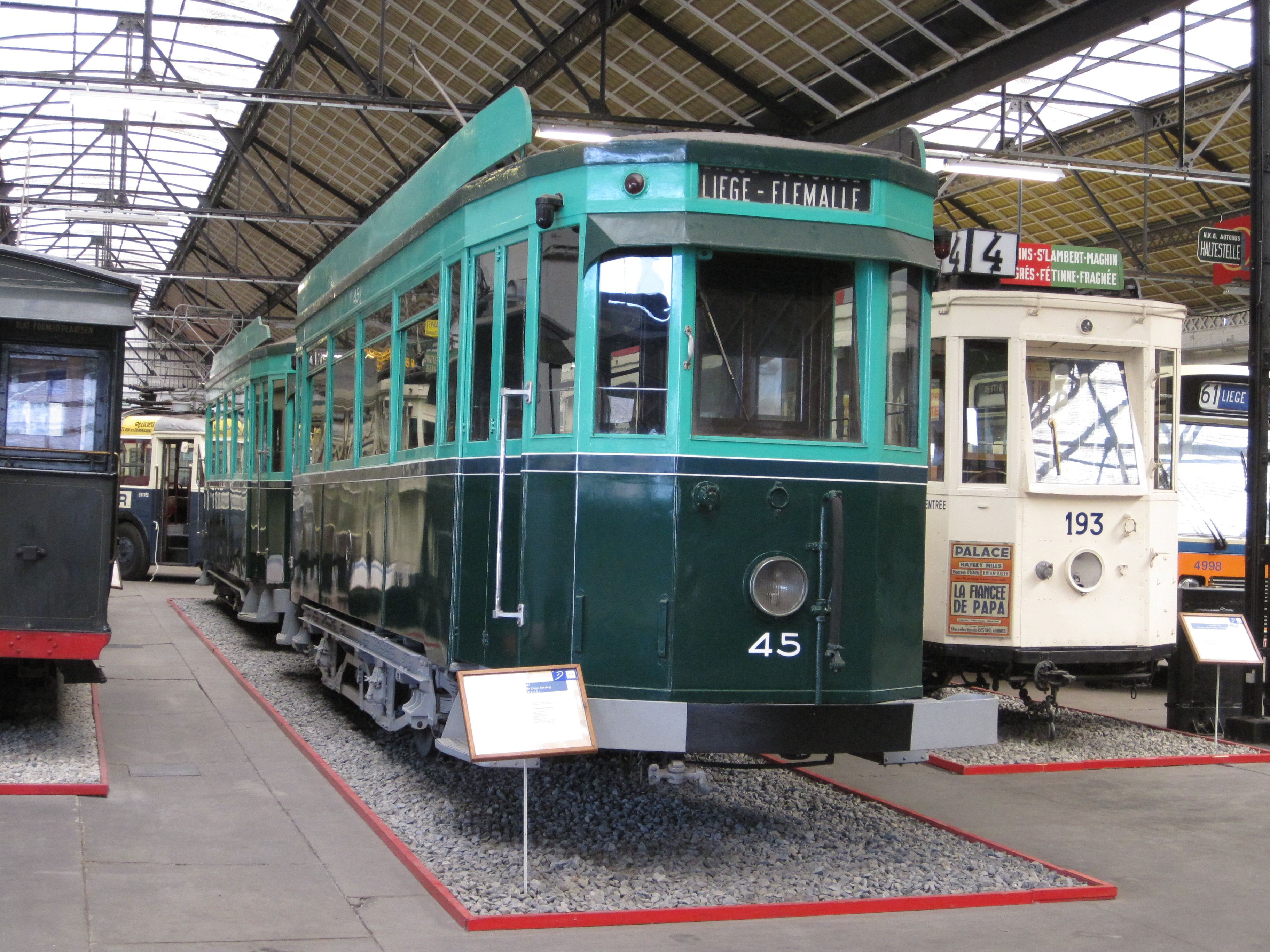
RELSE Wagen 45

1933 beschaffte die RELSE 21 vierachsige Triebwagen mit 135 Plätzen. Diese waren bis zur Einstellung 1968 im Einsatz. Zum Bestand gehörten 24 Beiwagen, 24 zweiachsige Triebwagen, sechs Obusse und zehn kleinere Omnibusse. Der Wagen 45 und der Zweirichtungsobus 402 der RELSE können heute im Verkehrsmuseum Lüttich besichtigt werden.

## Fusion
1964 entstand aus der Fusion von den Tramways Unifiés de Liége & Extensions (TULE) und der RELSE die Société des Transports Intercommunaux de la Région Liégeois (STIL).